# 120 км (зупинний пункт)
120 кіломе́тр — пасажирський залізничний зупинний пункт Куп'янської дирекції Південної залізниці.
Розташований біля села Миколаївка Перша, Куп'янський район, Харківської області на лінії Оливине — Огірцеве між станціями Гусинка (4 км) та Шипувате (7 км).
Станом на травень 2019 року щодоби чотири пари приміських дизель-поїздів здійснюють перевезення за маршрутом Вовчанськ — Куп'янськ-Вузловий.